# بيتر رافين
بيتر رافين (بالإنجليزية: Peter H. Raven)‏ هو عالم أمريكي في مجال علم النبات، علم الأحياء التطوري، تنوع حيوي ولد في 1936 في شانغهاي ، حائز على جائزة قلادة العلوم الوطنية الأمريكية.

## وصلات خارجية
- الموقع الرسمي لجائزة قلادة العلوم الوطنية الأمريكية